# Panos Papadopoulos
Pour les articles homonymes, voir Papadopoulos.
Panos Papadopoulos, né le 1er août 1920 à Kérassonte dans l'Empire ottoman et mort le 18 février 2001 à Munich, est un acteur allemano-grec.

## Filmographie partielle

### Au cinéma
- 1959 : Les Mutins du Yorik de Georg Tressler
- 1958 : Peter Foss, le voleur de millions (Peter Voss, der Millionendieb) de Wolfgang Becker
- 1960 : Scotland Yard contre Cercle rouge (Der rote Kreis) de Jürgen Roland
- 1960 : Le Tigre du Bengale de Fritz Lang
- 1965 : Et pour quelques dollars de plus de Sergio Leone
- 1978 : Fedora de Billy Wilder
- 1982 : Je suis ton tueur (Ich bin dein Killer) de Jochen Richter
- 1985 : Otto – Der Film de Otto Waalkes et Xaver Schwarzenberger

### À la télévision
- 1974-1977 : Inspecteur Derrick (série télévisée : 2 épisodes)
- 1974-1984 : Tatort (série télévisée : 4 épisodes)
- 1977-1981 : Le Renard (série télévisée : 4 épisodes)